# Miguel Faílde
Miguel Ramón Demetrio Faílde y Pérez (23 de diciembre de 1852, Matanzas, Cuba - 26 de diciembre de 1921, Matanzas, Cuba) fue un músico cubano creador del danzón, baile nacional de Cuba.

## Biografía
Nació el 23 de diciembre de 1852 en la ciudad de Matanzas, Cuba. Sus padres fueron Cándido Faílde quien era procedente de Galicia y Justa Pérez, mulata matancera.

## Vida artística
Tuvo como primer maestro a su padre, descubridor de sus aptitudes para la música. Dominó el cornetín a la temprana edad de doce años y al morir su padre estudió, gracias a su hermano mayor con Federico Peclier, un profesor del Conservatorio de París. Dirigió la Banda de Bomberos de su ciudad natal de Matanzas. Años más tarde formó su propia banda musical en 1871 llamada "La Orquesta de Miguel Faílde" que tocó por 50 años y con la que gozó de gran popularidad entre la población. Miguel tocaba cornetín además violín el contrabajo y la viola y a pesar de no ser pianista interpretaba piezas complejas en el piano. También daba clases de música en su casa y participó, junto a un amigo en la edición de un semanario literario que llevaba por nombre Ideas Nuevas, proveniente de encuentros que sostenía con intelectuales en una imprenta.

### El creador del danzón
Fue el creador, para gloria de la música cubana,  del danzón, baile nacional de Cuba y derivado de la contradanza. La primera pieza de este género llevó por nombre "Las alturas de Simpson", el cual fue estrenado por Miguel el 1 de enero de 1879 en el Liceo de Matanzas, obteniendo gran aceptación y éxitos en muy poco tiempo. Entre su repertorio de composiciones, que no eran solo danzones encontramos: "Las alturas de Simpson", "La diosa japonesa", "Cuba libre", "Yo me voy para el otro mundo", "Los mascavidrios", "El mondonguito", "Antón Pirulero", "La serenata de Schubert", "Figurín, se acabó el merengue", la "Jota aragonesa", "Piña", "Mamey y zapote", entre muchos otros. Su sobrino, Osvaldo Castillo Faílde colectó al menos 144 danzones compuestos por él.

## Muerte
Miguel Faílde, símbolo de la música cubana, falleció en la madrugada del 26 de diciembre de 1921 en la ciudad de Matanzas, donde fue sepultado en la Necrópolis de San Carlos Borromeo.
- Datos: Q1765889